# Nicaise de Keyser

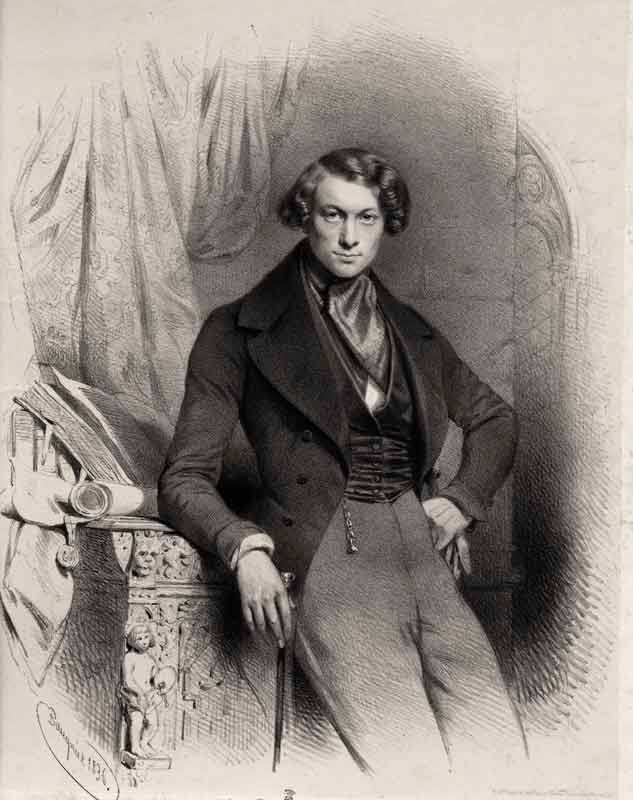
Nicaise de Keyser, porträtterad av Charles Baugniet.

Nicaise de Keyser, född 26 augusti 1813 i Zandvliet nära Antwerpen, död 17 juli 1887 i Antwerpen, var en belgisk målare.

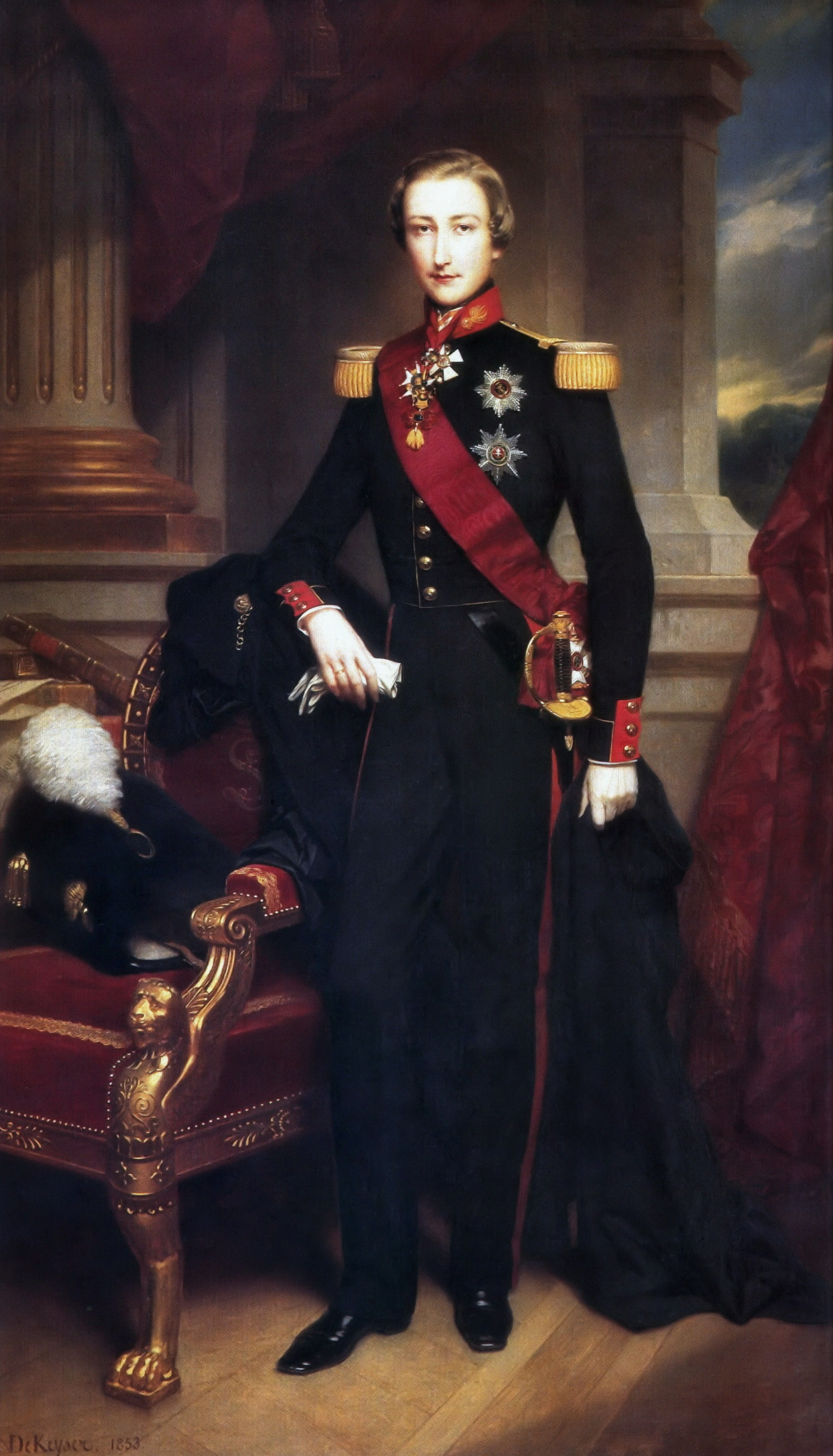
Leopold II av Belgien, målning från 1865.

Målaren Joseph Jacobs upptäckte hans anlag och skaffade honom plats på Antwerpens konstakademi. Efter att ha debuterat med religiösa bilder drogs han till fosterlandets historia och skildrade olika händelser i denna. Sedan målade han mest porträtt och eleganta historiska genrebilder. Keyser var 1855–1879 direktör för Antwerpens konstakademi.

## Verk (i urval)
- Slaget vid Courtrai 1302
- Slaget vid Nieuwpoort 1600
- Slaget vid Worringen 1288 (1839, konstmuseet i Bryssel)
- Rubens ateljé
- En fornsakssamlare
- Kejsar Maximilian på besök hos den sjuke Memling
- Giaurn (1845)
- Maria de Medicis död (1845)
- Gravläggning (1860)
- Konstens utveckling från dess ursprung till nyare tider (i trapphuset i Antwerpens akademi, 1864-1866)